# 唯钦定本主义
在基督教中，唯钦定本主义（英語：King James Onlyism）主张英语圣经的钦定本（King James Version，简称）是英文世界中唯一的、完美的（prefect）版本，并且其他所有语言的圣经都应该被修订，以符合钦定本。该运动的支持者，主要包括保守的再洗礼派、传统的安立甘公教派、独立浸信会，认为在钦定本之后出版的所有其他英文圣经译本都是被篡改的。

## 分类
浸信会神学家、基督教护教家詹姆斯·怀特将唯钦定本主义者分为以下几类：
- 个人喜好：这一群体认为，由于其韵律美和历史重要性等等，钦定本是目前最好的圣经译本。他们不否认未来出现更佳译本的可能性，也不强求他人同意自己的观点。有些学者不将这些人归类为唯钦定本主义者。

- 文本论证：这一群体认为钦定版依据的希腊语文本底稿(公认文本及背后的拜占庭文本)是更可靠的，并愿意接受基于相同底稿的现代译本。怀特认为赞恩·C·霍奇斯可能属于这一类别。

- 惟独公认文本：这一派别认为公认文本是神以超自然方式保存下来的。他们并不一定认为钦定本对公认文本的翻译无误，愿意接受更好的翻译。持有这一观点的如三一圣经公会（英语：Trinitarian Bible Society），他们不认为钦定本是完美(perfect)的译本，而认为它是英文中最佳的译本[2][3]。

- 钦定本是完美的 / 钦定本受到了神的默示：这个群体相信钦定版是神默示的圣经，或者他们避免使用“默示”这个词，而改用“完美”(perfect)这个词。怀特认为完美即意味着“默示”，因为只有默示的圣经才是完美的 [4]。这个群体认为钦定本与希腊语和希伯来语原文圣经一样准确。他们通常会拒绝即使是同样基于公认文本的其他英文译本，因为他们认为只有钦定版是上帝认可的英文圣经，其他译本（如新钦定本圣经（英语：New King James Version））都不是。怀特认为大多数唯钦定本主义者都属于这一类。

- 钦定本含有新的、更高的启示：这个群体认为钦定版是来自上帝的“新启示”或“高等启示”，应成为所有其他译本的标准。他们认为可以用钦定本修正原始的希伯来语旧约和希腊语新约。其中，最著名的鼓吹者是彼得·拉克曼（Peter Ruckman），其追随者被称为“拉克曼主义者”。

有些学者只把最后两类人称为唯钦定本主义者，而把前三类人称为钦定本偏爱者。

## 历史
唯钦定主义兴起于20世纪，源于新译本的出现对钦定本的地位造成了冲击。本杰明·威尔金森（Benjamin G. Wilkinson，1872-1968 年），一位基督复临安息日会传教士、神学教授和大学校长，声称现代的译本来自被污染的抄本。虽然他的观点最初并未受到广泛关注，但后来成为了唯钦定本主义者广泛宣扬的理念的基础。威尔金森之后，这一理念经由雷（J. J. Ray）、富勒（David Fuller）和拉克曼（Peter Ruckman）等人传承下来，每一位唯钦定本主义者都在不同程度上继承了这些先驱的思想。随着这一运动的代际传递，新一代追随者的观点变得更加激进和极端。
起初，钦定本被认为比其他英文译本“更优越”，尽管它并非不可修订（如雷所述）；然后，它被认为是“无误的”，但并非没有问题（如富勒所述）；接着，钦定本被视为“完美的”，甚至被认为比希腊文和希伯来文的原文“更准确”，并且包含了原文中没有的“新启示”（如拉克曼所述）；现在，甚至有人声称，除非通过英文钦定本，否则一个人无法得救（如海尔斯等人所述）。近期，美国中西部地区的一位坚持“唯钦定本”立场的重要人物，开始提倡“英国以色列论”——认为说英语的民族是以色列后裔。这一理论主张讲英语的民族是独特的，因为惟有他们接受了神赐予的完美、无误的圣经译本，即钦定本。

## 支持者
保守的再洗礼派，传统主义的安立甘公教派（即安立甘宗高派中重视天主教传统的一个派别），保守的卫理公会圣洁运动派，和一些浸信会教会，支持唯钦定本主义。
在教义问题上，由于钦定本比现代译本更支持摩门教，所以摩门教也要求教徒使用钦定本。1992年，教会宣布钦定本是教会的官方英文圣经，并指出：
「自先知约瑟·斯密时代以来，耶稣基督后期圣徒教会就一直使用钦定版圣经。
今天有许多版本的圣经。不幸的是，我们无法比较原始手稿，以确定最准确的版本。然而，主在后期时代已经清楚地启示了福音的教义。衡量任何圣经经文准确性的最可靠方法，不是比较不同的文本，而是与摩门经和现代启示进行比较。
虽然其他圣经版本可能比钦定本更容易阅读，但在教义问题上，后期圣徒得到的启示支持钦定本，而不是其他英文译本。自先知约瑟·斯密以来，教会历届会长都支持钦定本，有鉴于此，我们今天仍然使用它。」
2010年，摩门教会将这一声明添加到其指导教会官方政策和计划的手册中。

## 批评

### 钦定本维护了王权和国教制度
自伊丽莎白女王时代开始，英国王室就对日内瓦圣经产生了反感，因为它是受逼迫的清教徒珍爱的圣经，被视为对王权的挑战。为此，詹姆斯国王支持《钦定版圣经》的出版并大力推广，并且禁止人们出版日内瓦圣经，最终使其取代了日内瓦译本，成为了主流的圣经译本。《钦定版圣经》的制作团队全部都是维护王权的英国国教成员，他们在序言、边注、神学词汇以及附录等方面，精心打造了一个政治正确的译本。《钦定版圣经》不仅强调了君王的权威，还支持了教会制度，例如将新约中的“监督”一词译为“主教”，以此符合当时的政治和宗教观念  。

### 钦定本的翻译错误
詹姆斯·怀特指出钦定本很多处的错误翻译。例子如下：
- 《欽定本》的譯者因對希伯來語瞭解不足，在一些地方出現了誤譯。如《欽定本》將希伯來詞‎（Re'em，意為野牛、原牛）錯翻成了獨角獸[19][20]。
- 在希伯来书4:8，钦定本将"約書亞"翻译为"耶稣"，读起来让人觉得耶稣不能赐给人永远的救恩[21]。
- 在使徒行传5：30，钦定本翻译为“你们杀害并挂在树上的耶稣”，让人感觉犹太人先将耶稣杀害，然后挂在树上 [4]。
- 在新约 Ekklesia 可译为教会(church)、集会(assembly)或集合(congregation)，但钦定本全译作教会，例如在使徒行传7:38，钦定本翻译为“这人曾在旷野教会中和西乃山上与那对他说话的天使同在”[22]。
- 罗马书12:4“正如我们一个身子上有好些肢体、肢体也不都是一样的用处”，钦定本翻译为：“正如我们一个身子上有好些肢体、肢体也不都是一样的职分”，把神给予人的丰富恩赐职位化[22]。
- 新约中 Episkopos 一词应译作监督(overseers)，但在使徒行传和提摩太前书中均被译为主教(bishop)，完全脱离经文处境和文化，因为新约年代根本没有主教一词。
- 在以弗所书3:9，原文是：“又使众人都明白，这历代以来隐藏在创造万物之神里的奥秘是如何安排的”，钦定本翻译为：“又使众人都明白，这历代以来隐藏在创造万物之神里的奥秘是如何相交(fellowship)的”。
- 在哥林多前书6：9-10，原文是：你们岂不知不义的人不能承受神的国么？不要自欺，无论是淫乱的、拜偶像的、奸淫的、作娈童的、亲男色的……都不能承受神的国。钦定本将“亲男色的”翻译为：abusers of themselves with mankind (与人类一起虐待自己的人)，让人不知所云，由此产生了很多离奇的解释。

### 历史事实错误和逻辑错误
詹姆斯·怀特对我们现在的圣经的背景和来源进行了深入的研究，他发现唯钦定本主义的立场存在严重的问题，他们的观点似乎更多的是基于错误的、无法证实的假设，而不是实实在在的证据。——Gleason Archer
律法主义最可悲的迹象之一是顽强地捍卫唯钦定本主义。同样可悲的是，学者们和牧师们必须放下神国度里的优先事项，花费无数的时间去指出唯钦定本主义的众多历史、逻辑和事实错误——尽管这些错误在过去已经一再被揭露了。然而，我们必须去做这项工作，詹姆斯·怀特（James White）在书中巧妙地做到了这一点。——Craig Blomberg

### 阴谋论
唯钦定本主义本质上是一种阴谋论，它声称所有现代译本都是基于受污染的抄本，并且它们的译者都是受自由派神学或罗马天主教（甚至是一体化世界政府）的立场和目标所驱使。——Trevin Wax

### 情绪操控
某些坚持唯钦定本主义的人士，例如彼得·拉克曼及其追随者，常以激进的言辞操纵听众的情绪，夸大事实或散布虚假信息，以此激发对其他圣经版本的敌意，比如将别的版本称为“魔鬼的圣经”   ，“邪恶的圣经”，“背道的圣经” ，声称阅读别的圣经不能得救。这些个体往往喜欢散布关于其他译本的谣言，比如关于著名圣经译者私生活的谣言。因此，有人指出唯钦定本主义者的最终权威不是圣经，因为圣经没有一处地方提到惟有英语钦定本是神的话语。

## 参阅
- 钦定版圣经
- 彼得·拉克曼
- 公认文本
- 唯武加大主义

## 外部連結
- KJV Debate: James White & Thomas Ross: King James Bible Only & Textus Receptus Modern Versions & LSB （页面存档备份，存于）
- Pastor with 40 Years Experience Leads His Church from KJV to NKJV （页面存档备份，存于）
- Why Do Textus Receptus Defenders Reject the NKJV? Part 1 （页面存档备份，存于）
- Is Rejection of the NKJV "Reasonable"? Part 2/2 （页面存档备份，存于）
- Everything the KJB Research Council Said about Readability at Their 2023 Conference （页面存档备份，存于）
- Major KJV-Only Institution (Sort of) Responds to Me （页面存档备份，存于）
- Evaluating Some of the Work of KJV Defender Bryan Ross （页面存档备份，存于）
- Comma Johanneum, why discuss on KJV Onlyism, and The Preservation of the Biblical Text （页面存档备份，存于）
- Why You SHOULD NOT Promote KJV Only （页面存档备份，存于）